# Thần kinh hiển ngoài
Thần kinh hiển ngoài là một dây thần kinh cảm giác trong vùng sau của chân. Nó được tạo thành từ các nhánh kèm của thần kinh kheo trong và thần kinh mác chung (tức thần kinh kheo ngoài). Hai nhánh da, giữa và hai bên, hình thành thần kinh hiển ngoài. Các nhánh trên da trung gian phát sinh từ thần kinh cổ chân, và nhánh bên phát sinh từ thần kinh mác chung. Thần kinh xoang và thần kinh mác chung phát sinh khi thần kinh ngồi chia thành hai nhánh trong hố khoeo. Do dây chằng cổ chân duỗi xuống hố khoeo, và trước khi nó đi dưới cơ sinh đôi cẳng chân, nó bỏ đi một nhánh ngoài da, đó là thần kinh cận bì trung gian. Đường thần kinh này theo chiều ngang qua đầu bên của cơ sinh đôi cẳng chân. Các thần kinh sợi thần kinh phổ biến cũng cho ra một chi nhánh nhỏ da là thần kinh mặt cắt ngang thần kinh. Khi thần kinh mác chung được chia ra từ thần kinh ngồi, nó di chuyển song song với phần xa của bắp tay cơ đùi và hướng tới đầu hình trụ. Nhánh da nhỏ phát sinh khi thần kinh sợi thông thường di chuyển về phía đầu xương gót. Các thần kinh sau đó tiếp tục đi xuống chân ở phía sau sau, sau đó phía sau của xương mắt cá bên, nơi nó chạy sâu vào vỏ sườn cơ xương mác và đi đến củ gian lồi cầu ngoài của ngón chân thứ năm, nơi nó hoàn toàn phân nhánh.